# Lipotriches fulvohirta
Lipotriches fulvohirta är en biart som först beskrevs av Smith 1875.  Lipotriches fulvohirta ingår i släktet Lipotriches och familjen vägbin. Inga underarter finns listade i Catalogue of Life.